# Грузія на літніх Олімпійських іграх 2024
Грузію на літніх Олімпійських іграх 2024 представляли двадцять вісім спортсменів у дев'яти видах спорту.

## Медалісти
| Медаль | Ім'я              | Вид спорту     | Змагання                   | Дата      |
| ------ | ----------------- | -------------- | -------------------------- | --------- |
| 1      | Лаша Бекаурі      | Дзюдо          | до 90 кг                   | 31 липня  |
| 1      | Гено Петріашвілі  | Боротьба       | вільна боротьба, до 125 кг | 10 серпня |
| 1      | Лаша Талахадзе    | Важка атлетика | понад 102 кг               | 11 серпня |
| 2      | Тато Грігалашвілі | Дзюдо          | до 81 кг                   | 30 липня  |
| 2      | Ілля Суламанідзе  | Дзюдо          | до 100 кг                  | 1 серпня  |
| 2      | Гіві Мачарашвілі  | Боротьба       | вільна боротьба, до 97 кг  | 11 серпня |
| 3      | Лаша Гурулі       | Бокс           | до 63,5 кг                 | 4 серпня  |